# En las cumbres de la desesperación
En las alturas de la desesperación (en rumano: Pe culmile disperării) es una obra filosófica escrita por Emil Cioran, publicada en 1934, siendo su primer libro. Consta de varias reflexiones breves sobre temas que luego impregnaron la obra de Cioran, como la muerte, el insomnio y la locura.
Fue una de varias obras que Cioran escribió en rumano. Cioran dejó Rumania en 1937 y se mudó a París, donde vivió el resto de su vida. Esta ruptura marcó dos períodos claros en su vida y obra: un período rumano temprano y un período francés posterior y maduro. Más tarde, Cioran publicó varios trabajos en francés. 
El libro recibió un premio para autores jóvenes, establecido por la Fundación Carlos II de Rumania para el Arte y la Literatura. Las obras posteriores de Cioran recibieron otros premios, incluido el Prix Rogier Namier y el Grand prix de littérature Paul-Morand, aunque Cioran rechazó ambos.

## Resumen
El texto consta de 66 secciones breves  tituladas, que suelen tener una extensión de una a tres páginas. En cada apartado, Cioran considera determinadas emociones o estados psicológicos, contrastándolos entre sí. Se centra en las emociones negativas, como la tristeza, la melancolía y la agonía. Para Cioran, mientras que la tristeza en sí misma es una emoción aguda que puede seguir momentos de felicidad, la melancolía es una forma más difusa de tristeza, asociada con el arrepentimiento y la ambigüedad.
Cioran elogia el lirismo y los estados emocionales elevados por su capacidad para obligar a los humanos a reconsiderar las categorías verdaderamente importantes de la condición humana, como el amor y la muerte. Los seres humanos pueden ignorar tales categorías durante varios años centrándose en las rutinas de la vida cotidiana o participando en esfuerzos racionales o intelectuales. Cioran desprecia las últimas categorías:

Sólo tiene valor lo que brota de la inspiración, lo que brota del fondo irracional de nuestro ser, del centro secreto de nuestra subjetividad. El fruto del trabajo, del esfuerzo y del empeño no tiene valor, y el fruto de la inteligencia es estéril y sin interés. Me deleito en el impulso bárbaro y espontáneo de la inspiración, los estados espirituales efervescentes, el lirismo esencial y la tensión interior: estas cosas hacen de la inspiración la única realidad de la creación.

A lo largo del texto, Cioran también expresa puntos de vista antirracionalistas y anticristianos :

El hombre debe dejar de ser —o de convertirse— en un animal racional. Debería convertirse en un lunático, arriesgándolo todo en aras de sus peligrosas fantasías, capaz de exaltaciones, dispuesto a morir por todo lo que el mundo tiene y por lo que no tiene.

Odio a Jesús por sus sermones, su moralidad, sus ideas y su fe. Lo amo por sus momentos de duda y pesar, los únicos verdaderamente trágicos de su vida, aunque no los más interesantes ni los más dolorosos, pues si tuviéramos que juzgar por su sufrimiento, ¿cuántos antes que él también tendrían derecho a llamarse hijos de Dios!

Aunque Cioran se centra en las emociones negativas y da opiniones contrarias, también considera ciertas emociones positivas y expresa puntos de vista más convencionales rechazando ciertos estados negativos, aunque estos rechazos tienen un contenido anticristiano. La inocencia y la gracia se describen como estados positivos, aunque la gracia de Cioran es más secular y estética, en oposición al sentido religioso de la palabra en español. Aunque alaba las emociones intensas que puede inducir el sufrimiento, Cioran rechaza explícitamente la pobreza y el sufrimiento en sí mismos como estados puramente destructivos que no tienen la nobleza o la catarsis que les confiere el cristianismo.

La pobreza destruye todo en la vida; la vuelve espantosa, repugnante... Las convulsiones de la pobreza no tienen rastro de purificación; todos ellos son odio, amargura y carne descompuesta. La pobreza no engendra un alma pura y angélica ni una humildad inmaculada más que la enfermedad; su humildad es venenosa, malvada y vengativa.

## Trasfondo
La obra fue escrita en un momento de depresión e insomnio, condiciones que padeció Cioran a lo largo de su vida: "Nunca he podido escribir de otra manera que no sea en medio de la depresión provocada por mis noches de insomnio. Durante siete años apenas pude dormir. Necesito esta depresión, y aún hoy antes de sentarme a escribir pongo un disco de música gitana de Hungría .”  El título del libro deriva de una frase que se usaba comúnmente en los periódicos rumanos de la época para comenzar los obituarios de los suicidas, por ejemplo. "En la cumbre de la desesperación, el joven fulano de tal se quitó la vida...".
En el momento de escribir el libro, Cioran simpatizaba con el nacionalsocialismo . Expresó su apoyo a la Noche de los cuchillos largos, que ocurrió el mismo año en que se publicó su libro. A pesar de esto, En las alturas de la desesperación expresa actitudes que son contrarias a la filosofía nacionalsocialista.

## Recepción
La obra destaca por su prosa elaborada, aforismos y pesimismo filosófico, expresados en un estilo por el que Cioran sería reconocido más tarde. Hablando sobre Cioran en términos generales, Saint-John Perse lo describió como "el mayor escritor francés en honrar nuestra lengua desde la muerte de Paul Valéry ".
Aunque Cioran ganó seguidores entre los intelectuales franceses durante sus últimos años, la respuesta a sus primeros trabajos en su país de origen, Rumania, fue abrumadoramente negativa. El padre de Cioran era sacerdote y su madre era directora de una liga local de mujeres cristianas. La naturaleza blasfema del trabajo de Cioran obligó a sus padres a mantener un perfil bajo. Su madre dijo una vez que si hubiera sabido lo miserable que se volvería, lo habría abortado, una declaración que Cioran describió como "liberadora". A pesar de ello, seguía leyendo sus obras, mientras que su padre se negaba a ello, dada su profesión: “Todo lo que yo escribía le molestaba y no sabía cómo reaccionar. Pero mi madre me entendió."  Las obras de Cioran fueron prohibidas bajo el gobierno de Nicolae Ceaușescu.